# 耳叶风车子
耳叶风车子（学名：Combretum auriculatum）是使君子科风车子属的植物，是中国的特有植物。分布于中国大陆的云南等地，生长于海拔850米的地区，多生长于山坡密林中，目前尚未由人工引种栽培。